# حزب فیو تای
حزب فیو تای (تایلندی: พรรคเพื่อไทย) (PTP; Thai: พรรคเพื่อไทย, RTGS: Phak Phuea Thai, pronounced [pʰák pʰɯ̂a tʰāj]; "For Thais Party") یک حزب سیاسی در تایلند است که توسط نخست‌وزیر سابق تاکسین شیناواترا در ۲۰ سپتامبر ۲۰۰۸ ایجاد شده است. این حزب به جای حزب قدرت مردم ایجاد شده که دادگاه قانون اساسی تایلند آن را ملغی کرده بود.